# Імперія Сонця
Імперія Сонця (англ. Empire of the Sun) — американська історична драма 1987 року режисера Стівена Спілберга.

## Сюжет
Друга Світова війна, 1941 рік, Шанхай. Поки ще Шанхай живе спокійним життям. Але ситуація загострюється з кожним днем все більше. Поступово починають спалахувати різні заворушення. А на тлі всього цього проходить життя англійської родини. У цій родині живе маленький хлопчик на ім'я Джим. Його батьки багаті, вони живуть у великому маєтку. Джим має одну пристрасть — любов до літаків. Цілі дні він проводить за вивченням літаків і грається зі своїми моделями. Але безтурботний час закінчується. Війна дістається і до шанхайського мирного життя. Японські збройні сили вторгаються в Шанхай. Під час евакуації Джим губиться в натовпі і залишається без батьків в захопленому місті. Тепер він змушений поневірятися у пошуках житла і їжі. Зрештою хлопчик потрапляє в табір для ув'язнених. Через чотири роки Японія капітулює. Перенісши всі жахи війни, перетворившись з щасливої дитини в змученого підлітка, Джим, нарешті, зустрічається зі своїми батьками.

## У ролях
| Актор             | Роль                    |
| ----------------- | ----------------------- |
| Крістіан Бейл     | Джим Грем               |
| Джон Малкович     | Бейзі                   |
| Міранда Річардсон | місіс Віктор            |
| Найджел Геверс    | доктор Ролінс           |
| Джо Пантоліано    | Френк Демарест          |
| Леслі Філліпс     | Макстон                 |
| Масато Ібу        | сержант Нагата          |
| Емілі Річард      | Мері Грем, мати Джима   |
| Руперт Фрейзер    | Джон Грем, батько Джима |
| Пітер Гейл        | містер Віктор           |
| Такаторо Катаока  | хлопчик пілот-камікадзе |
| Бен Стіллер       | Дейнті                  |

| Актор          | Роль              |
| -------------- | ----------------- |
| Девід Найдорф  | Тіптрі            |
| Ральф Сеймур   | Коен              |
| Роберт Стівенс | містер Локвуд     |
| Чжай Найше     | Янг               |
| Гуц Ісімацу    | сержант Юшіда     |
| Емма Пайпер    | Емі Метьюз        |
| Джеймс Вокер   | містер Радік      |
| Джек Дірлав    | співаючий в'язень |
| Анна Тернер    | місіс Гілмор      |
| Енн Кастл      | місіс Філліпс     |
| Івонн Гілан    | місіс Локвуд      |
| Ральф Майкл    | містер Партрідж   |

## Цікаві факти
- Фільм знятий за мотивами автобіографічного роману Джеймса Балларда «Імперія сонця» (Empire of the Sun, 1984).
- Студія Warner Bros. придбала права на фільм практично відразу ж після публікації книги. Режисером повинен був стати Гарольд Беккер, а продюсером Роберт Шапіро. Перша версія сценарію була написана британським драматургом і сценаристом Томом Стоппардом у співпраці з самим Джеймсом Беллардом.
- Після того як Гарольд Беккер вибув з проекту, його місце зайняв Девід Лін, а одним з продюсерів став Стівен Спілберг. Пропрацювавши близько року, Девід Лін відмовився з творчих міркувань і його місце вже остаточно зайняв Стівен Спілберг. На доопрацювання сценарію був запрошений Менно Мейес, після чого для написання фінальної версії був повернутий Том Стоппард.
- Фільм знімався в павільйонах студії Elstree в Англії, а також в Іспанії та Китаї. Переговори з китайською владою почалися в 1985 році і тривали з перемінним успіхом майже цілий рік. У зрештою було отримано дозвіл на зйомки в Шанхаї і його околицях протягом трьох тижнів у березні 1987 року. Це був перший американський фільм, який знімався в Шанхаї, з 1940-х років.
- На час зйомок в Шанхаї китайська влада дозволила замінити дорожні знаки, а також короткочасно перекривати цілі квартали. Більше 5 тисяч місцевих жителів були використані як масовка, причому деякі з них могли ще пам'ятати страшний період японської окупації.
- Японських солдатів у фільмі зіграли діючі військовослужбовці Китайської народної армії.
- Для досягнення максимальної автентичності Стівен Спілберг прагнув використовувати автомашини і авіацію того періоду. У його розпорядженні були три точні копії в натуральну величину японських винищувачів Mitsubishi A6M Zero і три прибулих з Великої Британії відновлених американські винищувачі Р-51 Mustang. Через складність запланованих сцен польотів зйомки з їх участю зайняли цілих десять днів.
- Титульна пісня фільму Suo Gan є традиційною колискової валлійською мовою невідомого авторства. Стівен Спілберг вибрав її, оскільки Крістіан Бейл, який зіграв головну роль, був родом з Уельсу.
- На головну роль у фільмі пробувалися понад 4 тисячі хлопчиків. Режисерові особисто рекомендувала звернути увагу на Крістіана Бейла його дружина в той період Емі Ірвінг. Та запам'ятала його по ролі царевича Олексія в телевізійному серіалі «Анастасія: Таємниця Анни», де вони разом знімалися.
- Ерік Флінн, який зіграв одного з британських військовополонених, насправді в дитячі роки утримувався в японському таборі інтернованих.
- Частина фільму, яка відбувається в таборі інтернованих, була дуже сильно урізана в процесі монтажу. В результаті ролі деяких акторів практично повністю зійшли нанівець.
- Роль у фільмі стала останньою для британського актора-ветерана Ральфа Майкла.
- Бен Стіллер, який зіграв у фільмі одну зі своїх перших ролей заявив, що задумка знятих двадцять років потому «Грім у тропіках» народилася у нього саме в період знімального процесу.
- Автор книги Джеймс Грехем Беллард з'являється в камео на початку фільму як один з учасників маскарадної вечірки.